# Menologium

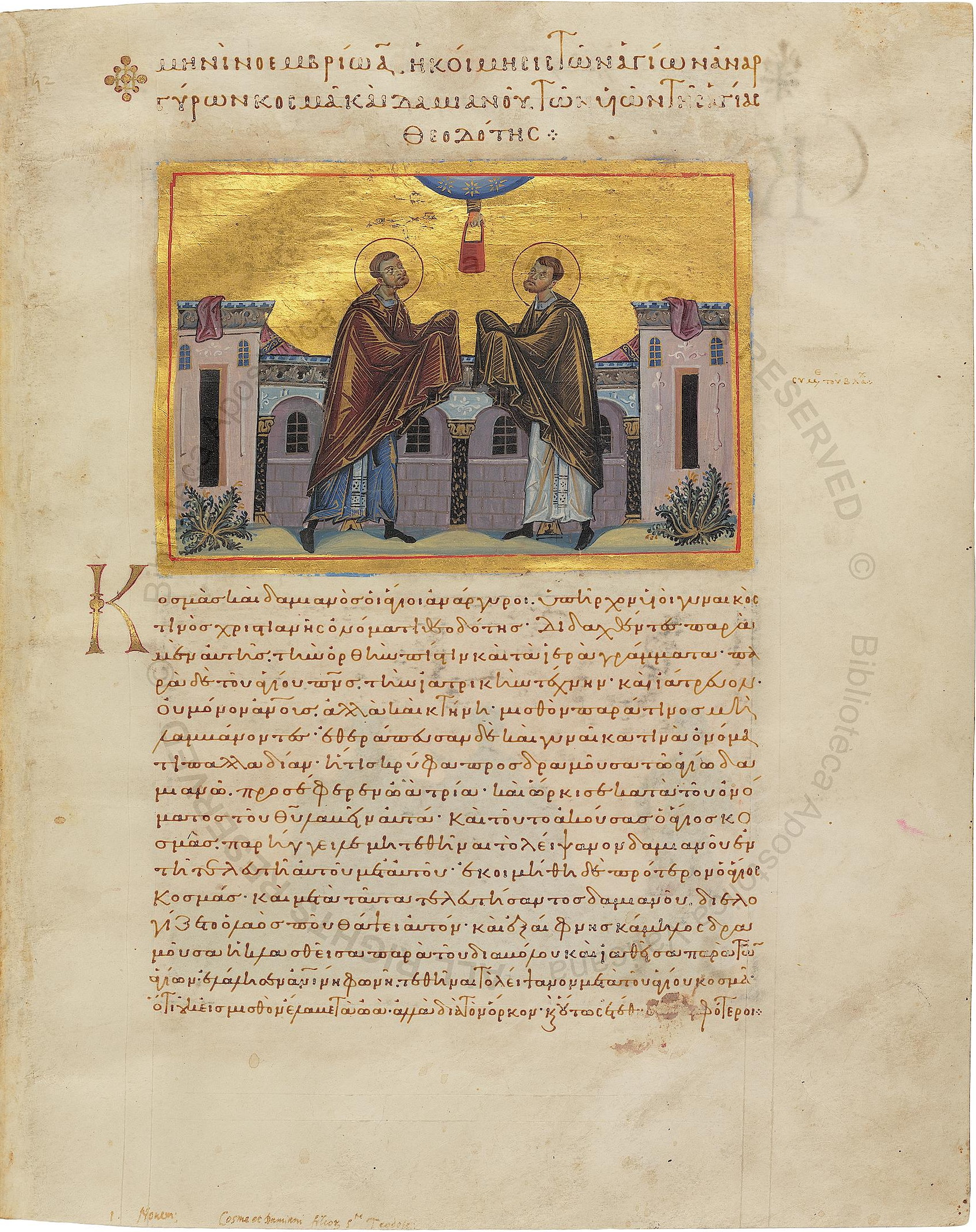
Svatí Kosma a Damián v Menologiu Basilea II.

Menologium (latinsky), menologion (z řeckého řeckého μηνολόγιονm menologion; složené slovo menos = měsíc a logion =  sbírat) nebo jen menolog je liturgická kniha ortodoxních církví, primárně sbírka podrobných životopisů světců, uspořádaných podle kalendáře jejich příslušných svátků nebo pamětních dnů (to jest narození, úmrtí, translace těla, jeho vyzdvižení na oltář a/nebo svatořečení) v řecké katolické a východních ortodoxních církvích. Sekundární forma menologií má životy svatých zkrácené a přesněji se nazývá Synaxarium / synaxarion.
Menologium mívá také liturgické texty v podobě perikop. Legendy o světcích mají na rozdíl od nich uspořádání podle jmen, ale využívají často stejných pramenů.

## Terminologie
České názvosloví tradičně vychází z latiny. Církevně slovanský jazyk a ruština později zavedly nesprávný termín, odvozený od řeckého slova logos = slovo: církevně slovanské мѣсяцесло́въ neboli „měsíce slov“ a podle něj ruské Месяцеслов – mesjaceslov, byly základem pro další termíny, podle toho časoslov „часослов“, молитвослов neboli mineja je pravoslavný církevní kalendář s odkazy na památku svatých a kruhem církevních svátků. V ruském pravoslaví je součástí bohoslužebných knih jako bogoslužebnik a typikon.

## Význam
Zásadní hagiografický, literární a uměleckohistorický význam mají byzantská menologia a synaxaria, tj. psané a iluminované rukopisy doby středověku, významné památky hagiografie 4.–15. století. Ve vědě o liturgii se odlišují od stejnojmenných hagiografických sbírek menologia minora (malá menologia).

## Nejcennější menologia
- Menologium císaře Basileia II., Byzanc (Konstantinopol), kolem roku 1000 – obsahuje 324 iluminovaných stran prvotřídní umělecké kvality
- Menologium císaře Michaela IV. († 1041), Byzanc (Konstantinopol)
- Menologium ve Waltersově muzeu umění v Baltimore, Byzanc (Konstantinopol), kolem 1050
- Menologium z Ruského historického muzea v Moskvě, Byzanc (Konstantinopol), 11. století
- Menologium Demetria Palailoga, Byzanc (Konstantinopol), 1322–1344, Bodleian Library

## Galerie

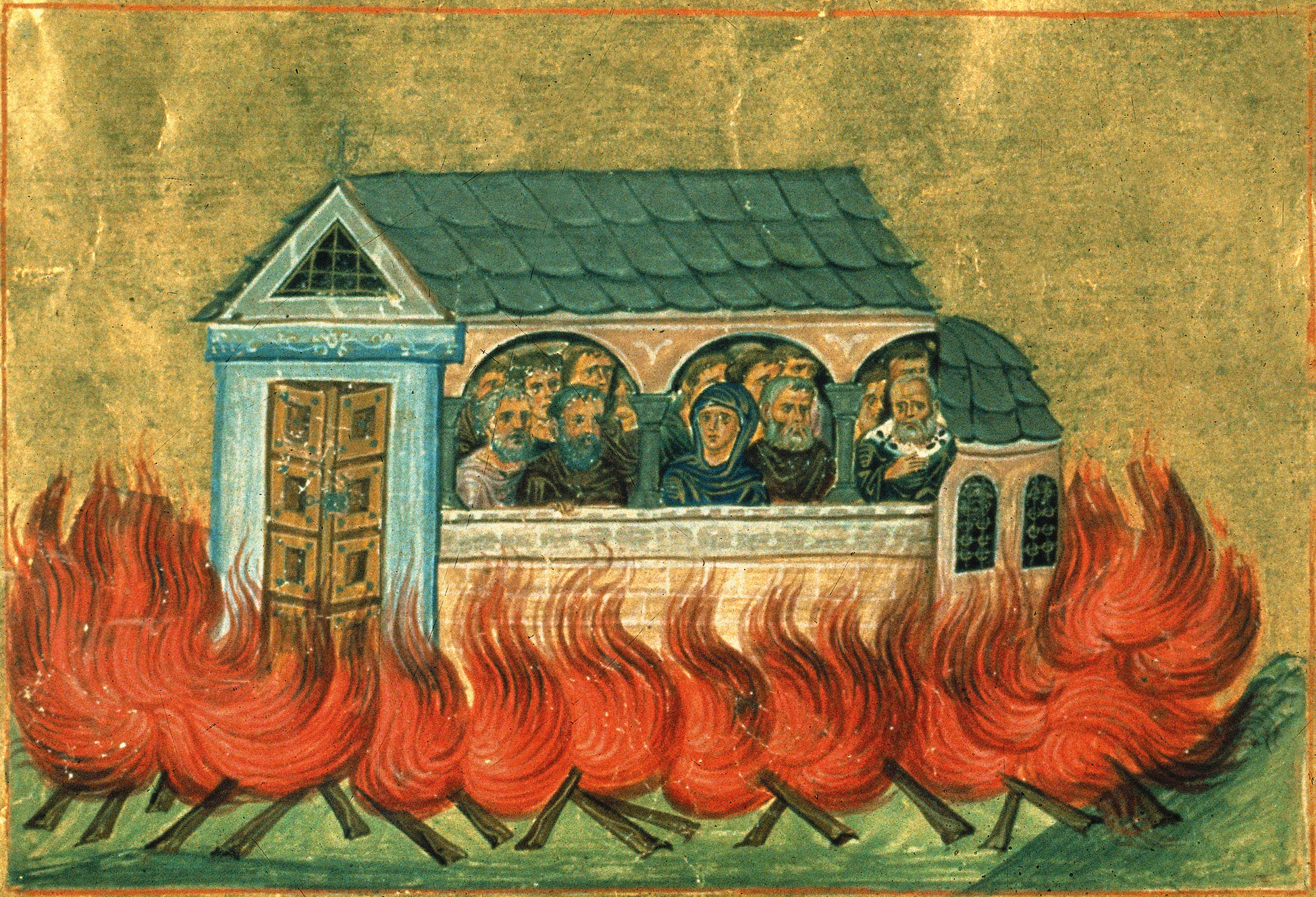
20 tisíc mučedníků z Nikomedie, z Menologia Basilea II.
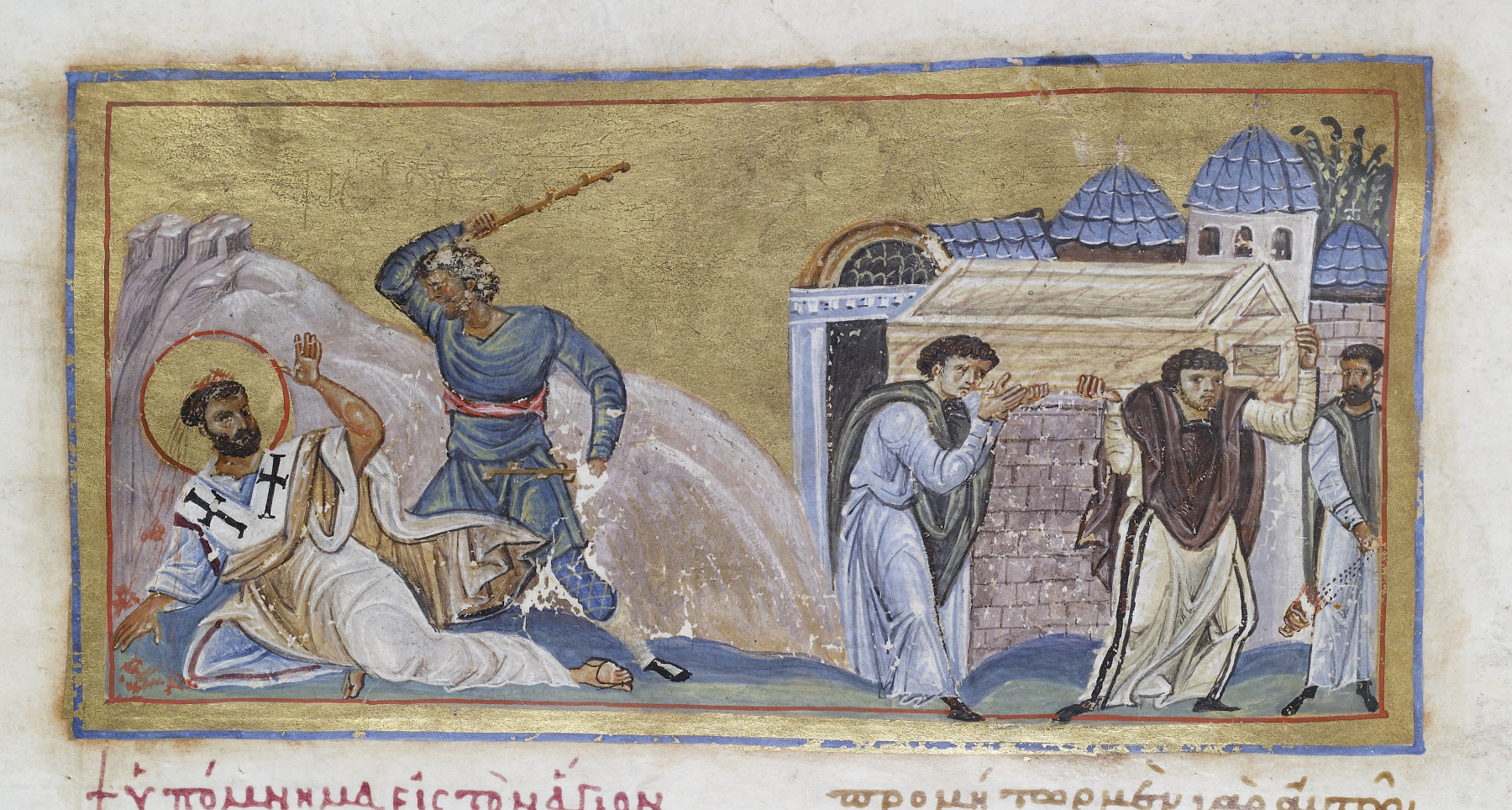
Mučednictví sv. Timotea, z Waltersova menologia, kolem 1050
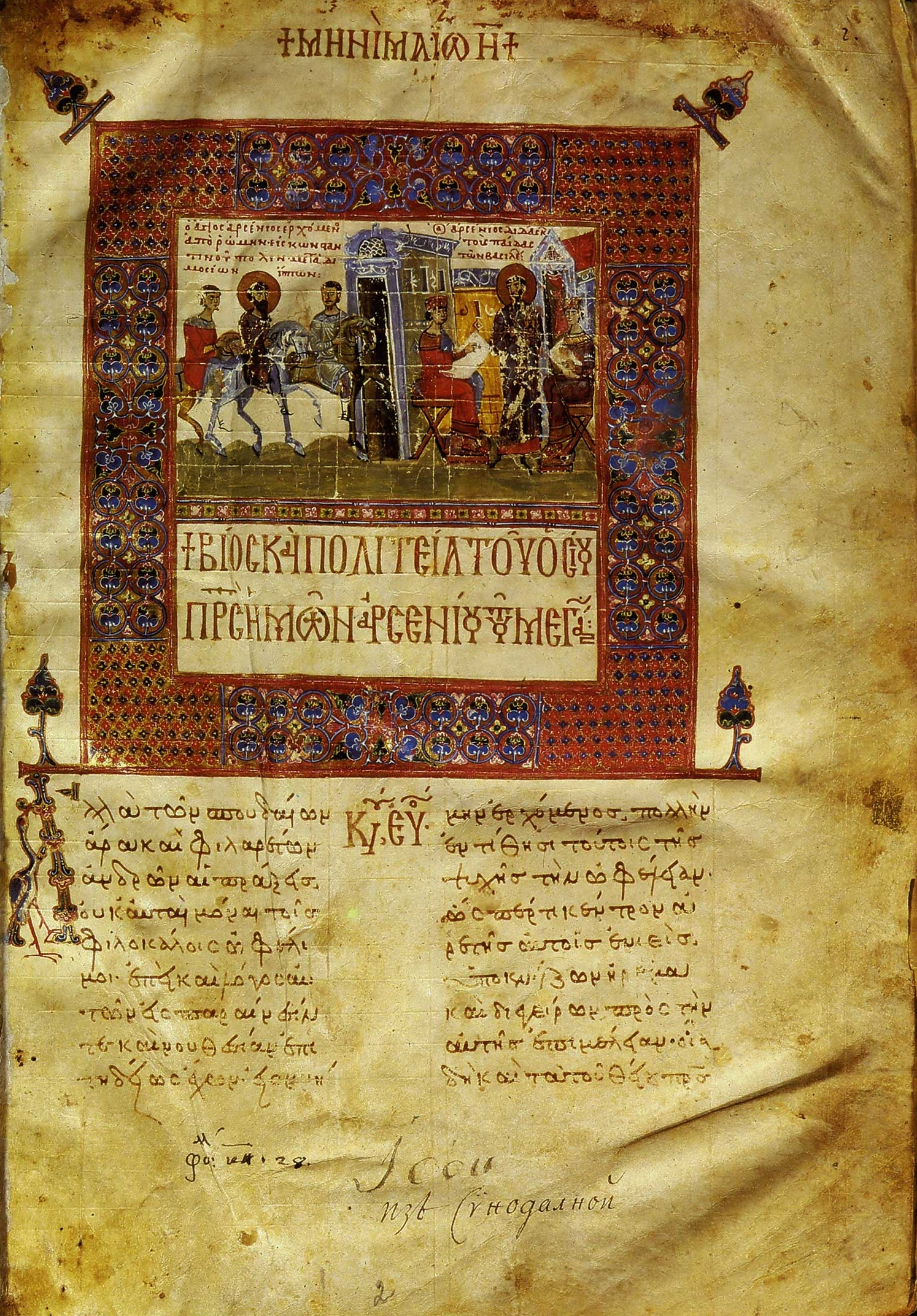
Scéna se sv. Arseniem Velikým, z menologia z RIM v Moskvě
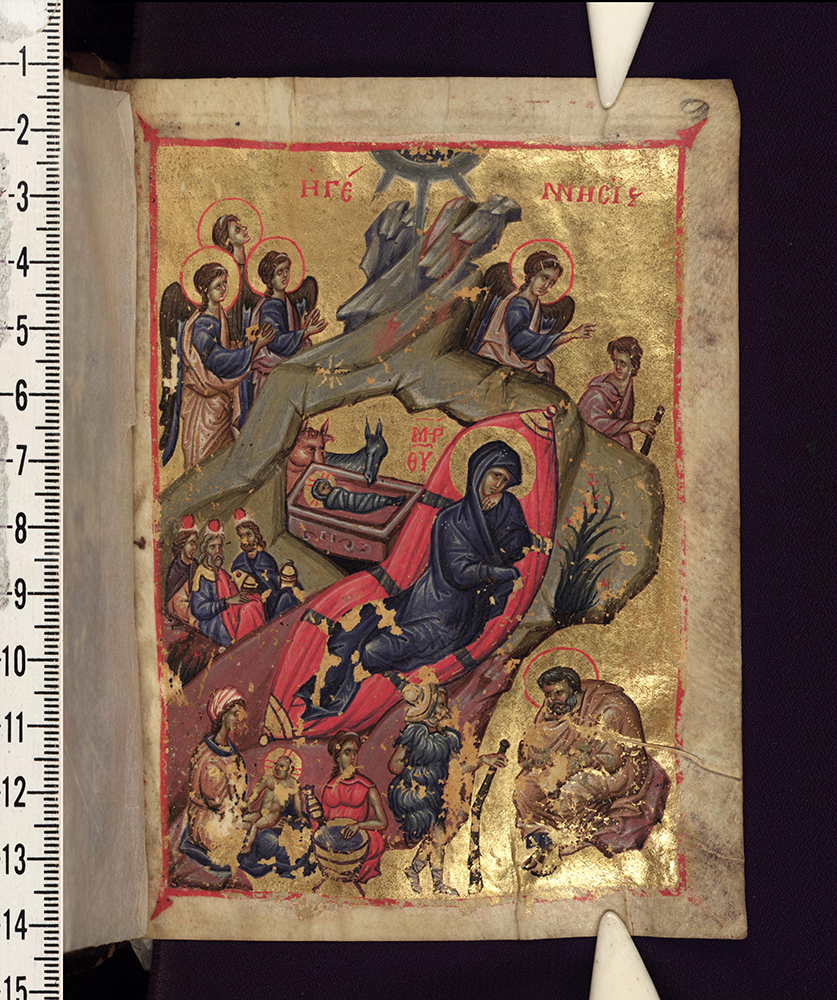
Menologium 1322-1344 pro Demetria Palailoga; Konstantinopol, 1322-1344
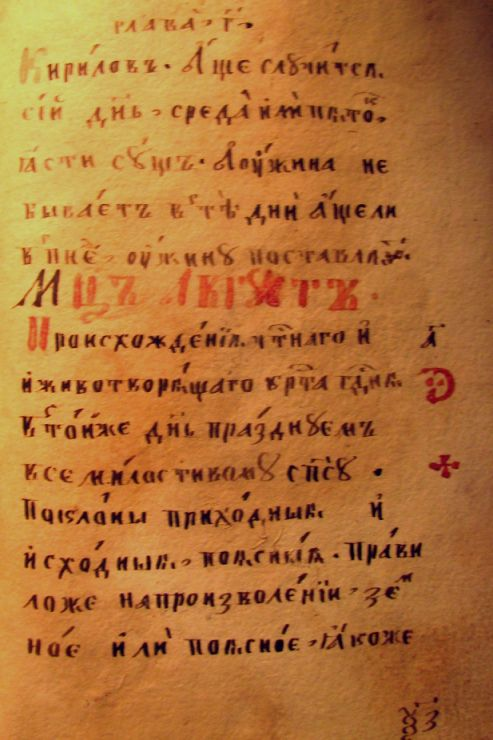
Rukou psaný „mesjaceslov“, Rusko kolem roku 1820